# Der Busant

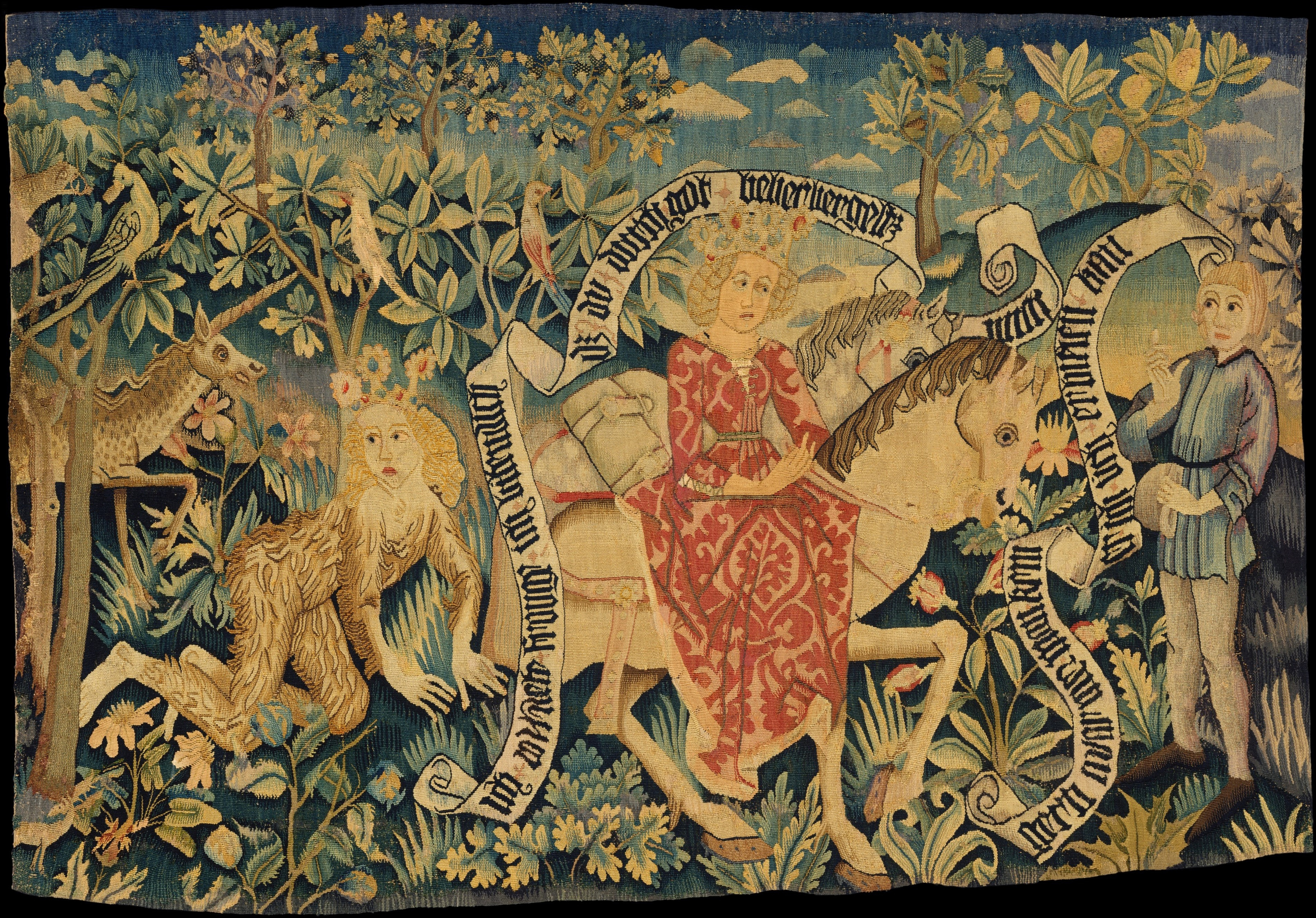
Dieser Bildteppich aus Wolle, Leinen, Seide, Baumwolle und Metallfäden (Straßburg, ca. 1480–90) zeigt zwei Szenen aus dem Gedicht

Der Busant, auch Der Bussard genannt, ist eine mittelhochdeutsche Verserzählung in 1074 gereimten Couplets. Sie entstand vermutlich im 14. Jahrhundert aus Motiven der französischen höfischen Literatur.

## Inhalt
Die Prinzessin von Frankreich ist infolge einer von ihr ungewollten politischen Heirat mit dem König von Marokko verlobt. Um sie zu retten, verkleidet sich der Prinz von England, schleicht sich in ihr Schloss und flieht darauf zusammen mit der Prinzessin. Während sie in einem Wald schläft, bewundert der Prinz zwei ihrer Ringe, bis ein Bussard herbei fliegt und einen dieser Ringe stiehlt. Der Prinz folgt dem Vogel, aber verirrt sich im Wald und verliert bald vor Trauer und Verzweiflung den Verstand.
Für ein Jahr haust nun der Prinz wie ein Wilder Mann im Wald. Währenddessen hat die Prinzessin in einer Mühle Unterschlupf gefunden und verdient sich mit Näharbeiten ihr Brot, während sie auf seine Rückkehr wartet. Unerkannt wird sie später vom Onkel des Prinzen, einem Herzog, und dessen Frau aufgenommen. Eines Tages begibt sich der Herzog auf die Jagd und fängt den verwilderten Prinzen. Er nimmt ihn mit auf sein Schloss und versucht während der nächsten sechs Wochen, ihn zu pflegen.
Als der Prinz seine edle Abstammung und Erziehung während einer Jagd beweisen will, fängt er einen Bussard und beißt ihm zu jedermanns Verwunderung den Kopf ab. Um sein Tun zu rechtfertigen, erzählt er seine Geschichte, und so ist auch endlich die Prinzessin in der Lage, ihn wiederzuerkennen. Danach leben die beiden glücklich und in Frieden.

## Thematik
Von zentraler Bedeutung für die Erzählung ist das Motiv des Bussards, der vom Himmel herabstößt, um der Dame ihren Ring zu stehlen, was wiederum ihren Ritter dazu bringt, hinauszuziehen, um den Schmuck wiederzufinden. Die Liebenden sind dadurch eine Zeit lang getrennt, und der Ritter erhält Gelegenheit zu Abenteuern und großen Taten, bevor beide wieder vereint werden. Diese Thematik findet sich auch in der heutigen Literatur, beispielsweise in Peter Bichsels Kurzgeschichte Der Busant (1985), der die Motive der mittelalterlichen Vorlage aufgreift. Das Motiv des verwildernden Edelmanns, wie es sich in der Verwandlung des Prinzen zeigt, ist ebenfalls ein altes: Es geht zurück auf Erzählungen des elften und zwölften Jahrhunderts mit Figuren wie Merlin, Tristan und Reinoldus, die auch eine solche zeitweilige Verwandlung erfahren.
In der Literatur des Mittelalters behandelt „Der Busant“ dieselbe Thematik mit Jean Renarts L’Escoufle, ein etwas älterer höfischer Roman von 1902 Zeilen, in dem ein anderer Raubvogel, ein Milan die Rolle des Räubers übernimmt. Paul Meyer vermutet, dass beide Werke von einer gemeinsamen Quelle abstammen, die es noch zu finden gilt; laut Sandra Linden, die sich auf Rosenfeld und Reinhold Köhler beruft, ist dieses Original ein französischer Text. In einer Rezension von 1937 kommt Philipp August Becker jedoch zu dem Schluss, dass keine solche Quelle vorliegt, und Renart das Thema erfunden hat.

## Handschrift und Genre
Das Gedicht ist komplett in einer zeitgenössischen Handschrift erhalten. Zudem gibt es drei weitere Fragmente. Sandra Linden datiert das Werk auf das frühe 14. Jahrhundert.
„Der Busant“ wird als romanähnliches Beispiel der Märe angesehen, die typischerweise zwischen 150 und 2000 Zeilen enthält und sich mit profanen Dingen wie der Liebe beschäftigt. „Der Busant“ greift außerdem die französische Tradition der Schönen Magelone auf, zeigt aber auch Ähnlichkeiten mit dem Werk des Konrad von Würzburg und dem Iwein.

## Kultureller Einfluss
Zu dem Gedicht sind zahlreiche Abbildungen entstanden, darunter auch ein langer Bildteppich, dessen Fragmente heutzutage im Metropolitan Museum of Art in New York, dem Museum für Angewandte Kunst Köln, dem Victoria and Albert Museum in London, im Germanischen Nationalmuseum in Nürnberg sowie in Paris aufbewahrt werden. Das Stück des Metropolitan Museums zeigt den Prinzen von England als Wilden Mann, während die Prinzessin auf ihrem Zelter reitend Zuflucht bei einem armen Mann findet. Laut Jennifer Floyd weist die Existenz solcher Bildteppiche auf einen bürgerlichen Markt für Wandbehänge und Tapisserien hin, die unter anderem Jagdszenen zeigen; derartiger Wandschmuck war nicht nur dem Hochadel vorbehalten, sondern auch für reiche Kaufleute und den niederen Adel erschwinglich.
John Twyning schreibt, dass die Handlung in William Shakespeares Ein Sommernachtstraum, in der sich vier Liebende im Wald verirren, als Veralberung des „Busant“ gedacht war.